# سینسا-دونگ (گانگنام)
سینسا-دونگ (گانگنام) (به لاتین: Sinsa-dong) یک منطقهٔ مسکونی در کره جنوبی است که در ناحیه گانگنام واقع شده‌است.